# Чистый лист (фильм, 2010)
«Чистый лист» (фр. La tête en friche, Франция, 2010) — кинофильм Жана Беккера о небольшом эпизоде жизни француза Жермена, который живёт в небольшом городке, где все друг друга знают. Большинство знакомых Жермена считают его глупым и недалеким, часто насмехаются над ним и подшучивают. Однажды, кормя в парке голубей, он знакомится с маленькой милой старушкой по имени Маргаретта, которая увлекает его чтением. Благодаря ей, жизнь Жермена начинает меняться, да и он, в значительной мере, меняет жизнь своего нового друга.

## В ролях
- Жерар Депардьё — Жермен Шаз.
- Жизель Казадезюс — Маргаретта.
- Клер Морье — Жаклин (мать Жермена).
- Маурэн — Франсина (хозяйка бара).
- Франсуа-Ксавье Демезон — Жардини (посетитель бара).
- Анна Ле Гернек — Жаклин в молодости.
- Амандин Шаво — Жаклин средних лет.
- Софи Гиллемин — Аннет (девушка Жермена).
- Флориан Ивен — Жермен (в юности).
- Патрик Бушите — Ландермон (посетитель бара).
- Режи Лапале — Мсье Бэль (посетитель бара).
- Жан-Франсуа Стевенен — Жозеф (мер города).
- Лье Салем — Юсеф (официант в баре, любовник Франсины).
- Мелани Бернье — Стефани (посетительница бара).
- Маттье Даан — Жюльен (любовник Жаклин).
- Бруно Рицци — Марко.

## Ссылка
- «Чистый лист» (англ.) на сайте Internet Movie Database